# 興梠優護
興梠 優護（こうろぎ ゆうご、1982年 - ）は、日本の芸術家、油彩画家。熊本県生まれ。2001年熊本県立第二高等学校美術科卒業。2007年 東京藝術大学美術学部絵画科油画専攻卒業。2009年 東京藝術大学大学院美術研究科絵画専攻版画研究領域修了。2009年-2012年 同大学大学院美術研究科 教育研究助手、2015年-2016年 非常勤講師を勤めた。東京や⼤阪、ロンドン、ベルリンなど拠点を移動しながら作品を制作。具象と抽象の境界を思わせるような筆致で、各所で感じ取った光や音、食、空気など様々な事柄や、言葉では表現できない感情を絵画に描いている。最近ではファッションブランドとのコラボなどの活動もしており、興梠氏が描いた絵がプリントされた服を小松菜奈が試写会で着用している。
2018年、FANZAが手がけるアーティスト５人による連続個展「Find Your Fantasy」の第三弾アーティストとして9月20日より原宿・FANZA×#FR2@#FR2 GALLERY 2にて作品展示。